# Kabupaten de Bireuen
Le kabupaten de Bireuen est un kabupaten de la province d'Aceh, située à la pointe ouest de l'île de Sumatra.
En 2023, sa population était de 458 978 habitants.